# Atlantis: The Lost Empire (trilha sonora)
| Críticas profissionais | Críticas profissionais |
| Avaliações da crítica  | Avaliações da crítica  |
| Fonte                  | Avaliação              |
| ---------------------- | ---------------------- |
| Allmusic               | [ 2 ]                  |
| Soundtrack.Net         | [ 3 ]                  |

Atlantis: The Lost Empire é a trilha sonora do filme de animação de 2001 da Disney, Atlantis: The Lost Empire. A trilha sonora foi lançada pela Walt Disney Records em 22 de maio de 2001. Além da canção "Where the Dream Takes You" composta por Diane Warren e interpretada por Mýa, o álbum inclui majoritariamente instrumentais compostas por James Newton Howard.
Para a edição brasileira do álbum, Deborah Blando foi convidada para cantar a música-tema "Where the Dream Takes You" em uma versão brasileira adaptada por Pavlos, intitulada de "Junto Com Teu Sonho". Essa versão foi produzida por Jay Selvester, Robbie Buchanan e Ron Fair, e com participação de Kika Tristão e Aline Cabral nos vocais de apoio. Garcia Júnior, responsável por convidar Deborah, elogiou a cantora durante uma coletiva de imprensa de divulgação do filme em São Paulo: "Quando vi esta menina cantando 'Junto com teu Sonho', vi que não tinha errado na escolha." O produtor David Foster ajudou Deborah no preparo da canção, a qual ela disse ser seu ídolo. Um videoclipe para a canção foi gravado, no qual exibe cenas do filme intercalado entre cenas de Deborah cantando a música em um cinema enquanto assiste ao filme.
Assim como foi feito no Brasil, outros países fizeram a sua versão para "Where the Dream Takes You" em seus respectivos idiomas, utilizando um intérprete falante da língua, como "Segui i sogni" por Gazosa na Itália e "Donde Va Tu Sueño" por Chayanne em alguns países da América Latina.
A canção "Come Sail Away" da banda estadunidense de rock Styx foi incluída nos comerciais de TV do filme, porém nunca executada durante o filme ou inclusa no álbum.

## Lista de faixas
Todas as músicas compostas por James Newton Howard, exceto "Where the Dream Takes You" escrito por Diane Warren.
| Atlantis: The Lost Empire Original Soundtrack |                                                    |         |  |
| N.º                                           | Título                                             | Duração |  |
| 1.                                            | "Where the Dream Takes You (interpretada por Mýa)" | 4:00    |  |
| 2.                                            | "The Submarine"                                    | 3:20    |  |
| 3.                                            | "Milo's Turned Down"                               | 1:48    |  |
| 4.                                            | "Atlantis Is Waiting"                              | 2:41    |  |
| 5.                                            | "The Leviathan"                                    | 3:25    |  |
| 6.                                            | "Bedding Down"                                     | 2:32    |  |
| 7.                                            | "The Journey"                                      | 3:22    |  |
| 8.                                            | "Fireflies"                                        | 2:11    |  |
| 9.                                            | "Milo Meets Kida"                                  | 1:46    |  |
| 10.                                           | "The City of Atlantis"                             | 2:48    |  |
| 11.                                           | "Milo and Kida's Questions"                        | 2:59    |  |
| 12.                                           | "Touring the City"                                 | 2:51    |  |
| 13.                                           | "The Secret Swim"                                  | 2:46    |  |
| 14.                                           | "The Crystal Chamber"                              | 3:45    |  |
| 15.                                           | "The King Dies / Going After Rourke"               | 5:12    |  |
| 16.                                           | "Just Do It"                                       | 3:18    |  |
| 17.                                           | "Kida Returns"                                     | 3:10    |  |
| 18.                                           | "Atlantis"                                         | 2:01    |  |
| Duração total:                                | Duração total:                                     | 53:56   |  |

## Edição brasileira
A diferença da edição brasileira para a edição original, é a troca de "Where the Dream Takes You" para "Junto Com Teu Sonho".
Todas as músicas compostas por James Newton Howard, exceto "Junto Com Teu Sonho" escrito por Diane Warren e adaptada por Pavlos.
| Lista de faixas |                                                         |         |  |
| N.º             | Título                                                  | Duração |  |
| 1.              | "Junto Com Teu Sonho (interpretada por Deborah Blando)" | 4:37    |  |
| 2.              | "The Submarine"                                         | 3:20    |  |
| 3.              | "Milo's Turned Down"                                    | 1:48    |  |
| 4.              | "Atlantis Is Waiting"                                   | 2:41    |  |
| 5.              | "The Leviathan"                                         | 3:25    |  |
| 6.              | "Bedding Down"                                          | 2:32    |  |
| 7.              | "The Journey"                                           | 3:22    |  |
| 8.              | "Fireflies"                                             | 2:11    |  |
| 9.              | "Milo Meets Kida"                                       | 1:46    |  |
| 10.             | "The City of Atlantis"                                  | 2:48    |  |
| 11.             | "Milo and Kida's Questions"                             | 2:59    |  |
| 12.             | "Touring the City"                                      | 2:51    |  |
| 13.             | "The Secret Swim"                                       | 2:46    |  |
| 14.             | "The Crystal Chamber"                                   | 3:45    |  |
| 15.             | "The King Dies / Going After Rourke"                    | 5:12    |  |
| 16.             | "Just Do It"                                            | 3:18    |  |
| 17.             | "Kida Returns"                                          | 3:10    |  |
| 18.             | "Atlantis"                                              | 2:01    |  |
| Duração total:  | Duração total:                                          | 53:56   |  |

## Expanded score
Durante a temporada de premiações entre 2001 e 2002, a Walt Disney Records lançou um álbum promocional com a trilha sonora de instrumentais expandida, contendo 31 faixas.
Todas as músicas compostas por James Newton Howard.
| Lista de faixas |                           |         |  |
| N.º             | Título                    | Duração |  |
| 1.              | "Atlantis Destroyed"      | 1:49    |  |
| 2.              | "The Smithsonian"         | 1:52    |  |
| 3.              | "Late For Presentation"   | 1:50    |  |
| 4.              | "Milo Meets Helga"        | 0:30    |  |
| 5.              | "Arriving At Whitmore"    | 0:39    |  |
| 6.              | "The Book"                | 1:08    |  |
| 7.              | "Whitmore Hires Milo"     | 2:44    |  |
| 8.              | "The Submarine"           | 3:20    |  |
| 9.              | "Exterior Lights"         | 0:35    |  |
| 10.             | "Leviathan Battle"        | 3:35    |  |
| 11.             | "Breaking The Surface"    | 1:10    |  |
| 12.             | "The Journey"             | 3:24    |  |
| 13.             | "Bedding Down"            | 2:31    |  |
| 14.             | "Fireflies"               | 2:14    |  |
| 15.             | "Atlantis Discovered"     | 1:45    |  |
| 16.             | "Milo and Kida Speak"     | 3:31    |  |
| 17.             | "Milo & Kida's Questions" | 3:04    |  |
| 18.             | "Tour of Atlantis"        | 2:53    |  |
| 19.             | "Secret Swim"             | 2:45    |  |
| 20.             | "Adventure Capitalists"   | 2:12    |  |
| 21.             | "Storming The Palace"     | 1:40    |  |
| 22.             | "Kida Transforms"         | 3:49    |  |
| 23.             | "The Crew's Conscience"   | 2:12    |  |
| 24.             | "The King Dies"           | 3:35    |  |
| 25.             | "Going After Rourke"      | 1:48    |  |
| 26.             | "Dogfight"                | 5:01    |  |
| 27.             | "Just Do It"              | 3:29    |  |
| 28.             | "Kida Returns"            | 1:39    |  |
| 29.             | "Goodbyes"                | 1:40    |  |
| 30.             | "Atlantis"                | 2:00    |  |
| 31.             | "End Credits"             | 2:22    |  |
| Duração total:  | Duração total:            | 73:03   |  |